# Taos Amrouche
Marie-Louise-Taos Amrouche conocida artísticamente como Taos Amrouche (Túnez, 4 de marzo de 1913 – Saint-Michel-l'Observatoire Francia, 2 de abril de 1976  Francia) fue una escritora y cantante argelina. En 1947, se convirtió en la primera mujer argelina en publicar una novela.

## Biografía
Nació en una familia de conversos católicos cabilios, la única hija en una familia de seis hijos.  Su familia se había mudado a Túnez para escapar de la persecución después de su conversión.
Su madre, Fadhma Aït Mansour, que era una famosa cantante del pueblo cabilio, tuvo un gran impacto en su vida, y su estilo literario reflejaría las tradiciones orales de la gente bereber cabilia del legado de su madre. Amrouche recibió su educación primaria y secundaria en Túnez, y en 1935 fue a Francia para estudiar en la École Normale de Sèvres. A partir de 1936, en colaboración con su hermano mayor Jean Amrouche y su madre, Amrouche recopiló y comenzó a interpretar las canciones del pueblo cabilio. En 1939, en el Congrès de Chant de Fès, recibió una beca para estudiar en la Casa Velázquez en España, donde investigó los vínculos entre las canciones populares bereberes y españolas. Fue esposa del pintor francés André Bourdil, Prix Abd-el-Tif de 1942.

## Carrera literaria y musical
Su primera novela autobiográfica, Jacinthe noir, fue publicada en 1947 y es una de las primeras publicaciones en francés publicadas por una escritora de África del Norte. Con su compilación de cuentos y poemas La Grain magique en 1966, tomó la nombre de pluma de Marguerite-Taos, siendo Marguerite el nombre de pila de su madre. Taos Amrouche ha recopilado historias que su madre le contó en su infancia: estas son historias de Cabilia, al lado de las altas montañas que bordean el norte del Sahara.
Mientras escribía en francés, cantó en cabilio. Su primer álbum, Chants berbères de Kabylie (1967), fue un gran éxito, y una colección de canciones tradicionales de Cabilia que su hermano Jean había traducido al francés. Con una voz excepcional, se lleva su carrera la lleva a cabo en etapas, como el Festival de Arte Negro en Dakar en 1966. Solo Argelia le niega los honores: no está invitada al Festival Cultural Panafricano de Argel en 1969 . Ella va allí de todos modos para cantar frente a los estudiantes de Argel. Taos Amrouche participó en la fundación de la Academia Bereber de París en 1966. Grabó varios otros álbumes, incluyendo Chants sauvés de l'oubli, Hommage au chant profond, Incantations, méditations et danses sacrées berbères (1974), y Chants berbères de la meule et du berceau (1975).

## Obras de literatura
- Jacinthe noire (1947) – reimpresión Joëlle Losfeld (1996), ISBN  2-909906-63-9
- La Grain magique (1966) – reimpresión de La Découverte (2000), ISBN  2-7071-2578-4
- Rue des tambourins (1969) – reimpresión Joëlle Losfeld (1996), ISBN  2-909906-62-0
- L'Amant imaginaire (1975)

## Discografía seleccionada
- Chants berbères de Kabylie (1967)
- Chants De L'Atlas (Traditions Millénaires Des Berbères D'Algérie) (1970)
- Chants espagnols archaïques de La Alberca (1972)
- Incantations, méditations et danses sacrées berbères (1974)
- Chants berbères de la meule et du berceau (1975)
- Au Theatre De La Ville (1977)